# Crispin Barrete Varquez

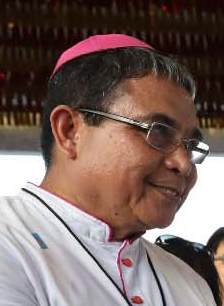
Crispin Barrete Varquez (2018)

Crispin Barrete Varquez (* 5. Dezember 1960 in Sevilla, Bohol, Philippinen) ist ein philippinischer Bischof von Borongan.

## Leben
Crispin Barrete Varquez empfing am 14. April 1989 das Sakrament der Priesterweihe für das Bistum Tagbilaran.
Am 4. August 2007 ernannte ihn Papst Benedikt XVI. zum Bischof von Borongan. Der Bischof von Tagbilaran, Leonardo Yuzon Medroso, spendete ihm am 18. Oktober desselben Jahres die Bischofsweihe; Mitkonsekratoren waren der Erzbischof von Palo, Jose Serofia Palma, und der Bischof von Surigao, Antonieto Cabajog. Die Amtseinführung erfolgte am 8. November 2007.